# Maximo Munzi
Maximo Felipe Munzi (* 26. Juli 1957 in Buenos Aires; † 16. Dezember 2014 in Los Angeles, Kalifornien) war ein argentinischer Kameramann.

## Leben
Munzi wurde am 26. Juli 1957 in Buenos Aires geboren. Bis zu seinem Tod war er mit Krisann Pappajohn verheiratet. Die beiden waren Eltern von drei Kindern.
Ab Mitte der 1980er Jahre war Munzi regelmäßig als Kameramann für Spiel-, Kurz- und vor allem Fernsehfilme tätig. Zu seinen Werken gehören unter anderen Judgement Day – Der jüngste Tag aus dem Jahr 1999, Momentum aus dem Jahr 2003, der Fernsehfilm Liebe zum Dessert, der Fernsehzweiteiler Meteoriten – Apokalypse aus dem All oder auch der Fernsehfilm Eine Elfe zu Weihnachten aus dem Jahr 2012.
Munzi starb am 16. Dezember 2014 in Los Angeles im Alter von 57 Jahren an den Folgen von Bauchspeicheldrüsenkrebs.

## Filmografie (Auswahl)
- 1985: Los Angeles Streetfighter
- 1987: American Streetfighter
- 1989: Slash Dance
- 1990: Kill Line
- 1991: Noleul bola america
- 1992: Friends and Enemies
- 1992: Sandman (Kurzfilm)
- 1992: Life After Sex
- 1993: When a Spider Bites
- 1993: Anthony’s Desire
- 1994: Healer
- 1995: Kissing Miranda (Fernsehfilm)
- 1995: American Chinatown
- 1995: Die Mörderklinik (The Pit: Emergency Room)
- 1996: Blondes Have More Guns
- 1996: Timeless Obsession
- 1996: Good Luck
- 1996: Deadly Charades
- 1996: Centerfold
- 1997: Cadillac
- 1997: Trau niemals einem Zwilling (Striking Resemblance)
- 1997: To Die Quietly
- 1998: One Foot in the Grave
- 1998: Secret of the Andes
- 1998: Losing Control
- 1998: My Favorite Obsession
- 1999: Partnertausch mit Folgen (Dangerous Invitation)
- 1999: Judgement Day – Der jüngste Tag (Judgment Day)
- 1999: Vampir der Leidenschaft (Embrace the Darkness)
- 1999: Kartenspieler (Kurzfilm)
- 1999: Sinful Obsession
- 2000: Chain of Command – Helden sterben nie (Chain of Command)
- 2000: Across the Line
- 2000: Madame Felicity’s Erben (Secrets of a Chambermaid)
- 2000: Die letzte große Fahrt (The Last Great Ride)
- 2000: Bare Deception (Fernsehfilm)
- 2000: 21
- 2000: Die Abrechnung – Eine Tochter kehrt heim (The Stepdaughter)
- 2000: Der Tod lauert nebenan (The Perfect Tenant, Fernsehfilm)
- 2001: Crawlers
- 2001: Defender – Der Schutzengel (Guardian)
- 2001: Buried Lies (Out of the Black)
- 2001: Backflash
- 2002: Teuflische Begegnung (Malevolent)
- 2002: Blind Spot
- 2002: Scorcher – Die Erde brennt (Scorcher)
- 2003: Detonator – Spiel gegen die Zeit (Detonator)
- 2003: Written in Blood
- 2003: Momentum (Projekt: Momentum)
- 2003: The King and Queen of Moonlight Bay (Fernsehfilm)
- 2003: Hard Ground (Fernsehfilm)
- 2003–2007: Mystery Woman (Fernsehserie, 11 Episoden)
- 2004: Liebe zum Dessert (Fernsehfilm, Just Desserts)
- 2004: Life on Liberty Street (Fernsehfilm)
- 2004: The Hollywood Mom’s Mystery (Fernsehfilm)
- 2004: Liebe trägt durch (Love’s Enduring Promise, Fernsehfilm)
- 2004: Touch My Girl
- 2005: Long Dark Kiss (Bound by Lies)
- 2005: Out of the Woods (Fernsehfilm)
- 2005: Detective (Fernsehfilm)
- 2006: Our House (Fernsehfilm)
- 2006: The Sitter – Das Kindermädchen (While the Children Sleep, Fernsehfilm)
- 2006: Chris Emerson: Broken Heart (Kurzfilm)
- 2006: The Christmas Card (Fernsehfilm)
- 2007: Sacrifices of the Heart (Fernsehfilm)
- 2007: A Stranger’s Heart (Fernsehfilm)
- 2007: Avenging Angel (Fernsehfilm)
- 2008: Crash and Burn (Fernsehfilm)
- 2008: Finish Line (Fernsehfilm)
- 2008: Ring of Death (Fernsehfilm)
- 2009: Expecting a Miracle (Fernsehfilm)
- 2009: Meteoriten – Apokalypse aus dem All (Meteor, Fernsehzweiteiler)
- 2009: The Storm – Die große Klimakatastrophe (The Storm, Fernsehzweiteiler)
- 2009: Flower Girl (Fernsehfilm)
- 2009: The Wishing Well (Fernsehfilm)
- 2010: Liebe blüht auf (Love Begins, Fernsehfilm)
- 2010: Elevator Girl (Fernsehfilm)
- 2010: Healing Hands (Fernsehfilm)
- 2010: The Wish List (Fernsehfilm)
- 2010: Class (Fernsehfilm)
- 2011: Liebe lässt mutig werden (Love’s Everlasting Courage, Fernsehfilm)
- 2011: Rock the House (Fernsehfilm)
- 2011: Oliver’s Ghost (Fernsehfilm)
- 2011: Liebe trotzt dem Sturm (Love’s Christmas Journey, Fernsehfilm)
- 2011: Fixing Pete (Fernsehfilm)
- 2011: Annie Claus Is Coming to Town (Fernsehfilm)
- 2012: A Taste of Romance (Fernsehfilm)
- 2012: Undercover Bridesmaid (Fernsehfilm)
- 2012: Alle lieben Jake (Puppy Love, Fernsehfilm)
- 2012: Matchmaker Santa (Fernsehfilm)
- 2012: Eine Elfe zu Weihnachten (Help for the Holidays, Fernsehfilm)
- 2013: Shadow on the Mesa (Fernsehfilm)
- 2013: Ein Erbe voller Überraschungen (The Thanksgiving House, Fernsehfilm)
- 2013: Santa Switch (Fernsehfilm)
- 2014: Mom and Dad Undergrads (Fernsehfilm)
- 2014: Looking for Mr. Right (Fernsehfilm)
- 2014: Rescuing Madison (Fernsehfilm)
- 2014: The Cookie Mobster (Fernsehfilm)
- 2015: Cloudy with a Chance of Love (Fernsehfilm)
- 2015: Heart of the Matter (Fernsehfilm)
- 2024: The Perfect Shadow